# Michael Nausner
Michael Nausner (* 1965 in Wien, Österreich) ist ein evangelisch-methodistischer Theologe.

## Leben
Nach seiner Schulzeit studierte Nausner evangelische Theologie an der methodistischen Theologischen Hochschule Reutlingen (Fachhochschule) (1986–1988). Danach ging er als Student nach Schweden, wo er an der Universität Uppsala studierte. Zu weiteren Studien wechselte er an die Drew University in Madison, wo er 2005 mit dem Doktorat in Philosophie abschloss. Von 2005 bis 2017 war Nausner Professor für Systematische Theologie an der Theologischen Hochschule Reutlingen. Seit Herbst 2017 arbeitet er in der Forschungseinheit der Kirche von Schweden.

## Werke (Auswahl)
- Postcolonial Theologies, Divinity and Empire. St. Louis 2004 (gemeinschaftlich mit Catherine Keller und Mayra Rivera).
- Kirchliches Leben in methodistischer Tradition, Perspektiven aus drei Kontinenten. Göttingen 2010.
- Die langen Schatten der Nofretete. Postkoloniale Theorie und Theologie in Deutschland. In: Concilium 49 (2013), S. 200–209.
- Heimat als Grenzland. Territorien christlicher Subjektivität. In: Andreas Nehring, Simon Wiesgickl (Hrsg.): Postkoloniale Theologien. Bibelhermeneutische und kulturwissenschaftliche Beiträge. (= ReligionsKulturen 11) Kohlhammer, Stuttgart 2013, S. 187–202.
- Koloniales Erbe und Theologie. Postkoloniale Theorie als Ressource für deutschsprachige Theologie. In: Salzburger Theologische Zeitschrift 17 (2013) 1, S. 65–83.
- Im Grenzraum der Verwandlung. Reflexionen zur partizipatorischen Dimension des Gebets. In: Johann Hafner, Julia Enxing, André Munzinger (Hrsg.): Gebetslogik. Reflexionen aus interkonfessioneller Perspektive. Leipzig 2016.
- Eine Theologie der Teilhabe: (= Reutlinger Beiträge zur Theologie, Nr. 2) Leipzig 2020.